# Antonio Nocerino
Antonio Nocerino (født 9. april 1985 i Napoli) er en professionel fodboldspiller fra Italien der spiller som midtbanespiller. Han har gennem karrieren blandt andet repræsenteret Juventus, Milan og West Ham.
Han fik debut for Italiens landshold i 2007 og har (pr. april 2018) spillet 15 kampe for holdet.

## Karriere
Nocerino blev født i Napoli. Han begyndte at spille fodbold i en lille lokal klub, hvor faren fungerede som træner. Som 13-årig skiftede han til storklubben Juventuss ungdomsafdeling.
Den 11. september 2003 fik Nocerino debut som professionel, da han for Serie B-klubben Avellino spillede en kamp mod Parma. På daværende tidspunkt var han udlejet fra Juventus. Den første kamp i landets bedste række, Serie A, kom den 12. februar 2006 da han i en kamp for Messina var med til at vinde 4-2 over Sampdoria.
På den sidste dag i transfervinduet i august 2011, blev Nocerino for 2,7 million euro købt af AC Milan fra Palermo. Han underskrev en 5-årig kontrakt med klubben fra Milano.
Eftersom Nocerino havde været en del skadesplaget, blev han den 25. januar 2014 udlejet til Premier League-klubben West Ham United.

### Landshold
Antonio Nocerino spillede sin første U-landskamp i 2004. Ved Sommer-OL 2008 i Beijing var han anfører for Italiens hold i fodboldturneringen, hvor holdet tabte 2-3 til Belgien i kvartfinalen.
Nocerino debuterede den 17. oktober 2007 for Italiens fodboldlandshold i en venskabskamp mod Sydafrika. I maj 2012 blev han af landstræner Cesare Prandelli udtaget til Europamesterskabet i fodbold, der skulle spilles i Ukraine og Polen.